# BYD Yuan Up
BYD Yuan Up (спрощ.: 比亚迪元UP;   стилізовано як Yuan UP) — це субкомпактний електричний кросовер, який виробляє BYD Auto з 2024 року. Частина серії BYD Yuan, названої на честь династії Юань, Yuan Up був представлений у лютому 2024 року та запущений у виробництво в березні 2024.
У вересні 2024 року автомобіль надійшов у продаж на перших експортних ринках, починаючи з Південної Америки під назвою BYD Yuan Pro (за винятком Колумбії, де зберігається оригінальна назва), а також під іншою місцевою назвою BYD S1 Pro в Коста-Ріці.  Автомобіль буде випущено в Європі як BYD Atto 2.

## Опис
Yuan Up був представлений у Китаї 26 березня 2024 року в трьох варіантах, з варіантами від 32 до 45,1 кВт/год.  Yuan Up базується на e-Platform 3.0 і живиться від літій-іонної LFP батареї BYD Blade.
Yuan Up використовує концепцію дизайну Dragon Face, яка використовується на Song L EV, з передньою панеллю «обличчя дракона», підйомними дверними ручками, плаваючим дизайном даху, повною довжиною задніх ліхтарів.
 

Інтер’єр має D-подібне кермо з фірмовим логотипом Yuan (元), 8,8-дюймову РК-панель приладів, 12,8-дюймовий сенсорний дисплей інформаційно-розважальної системи, який може обертатися між альбомним і портретним режимами, оббивку сидінь із перфорованого шкірозамінника, бездротовий зв’язок панель зарядки, кристалічний селектор коробки передач і фізичні кнопки на центральній консолі.

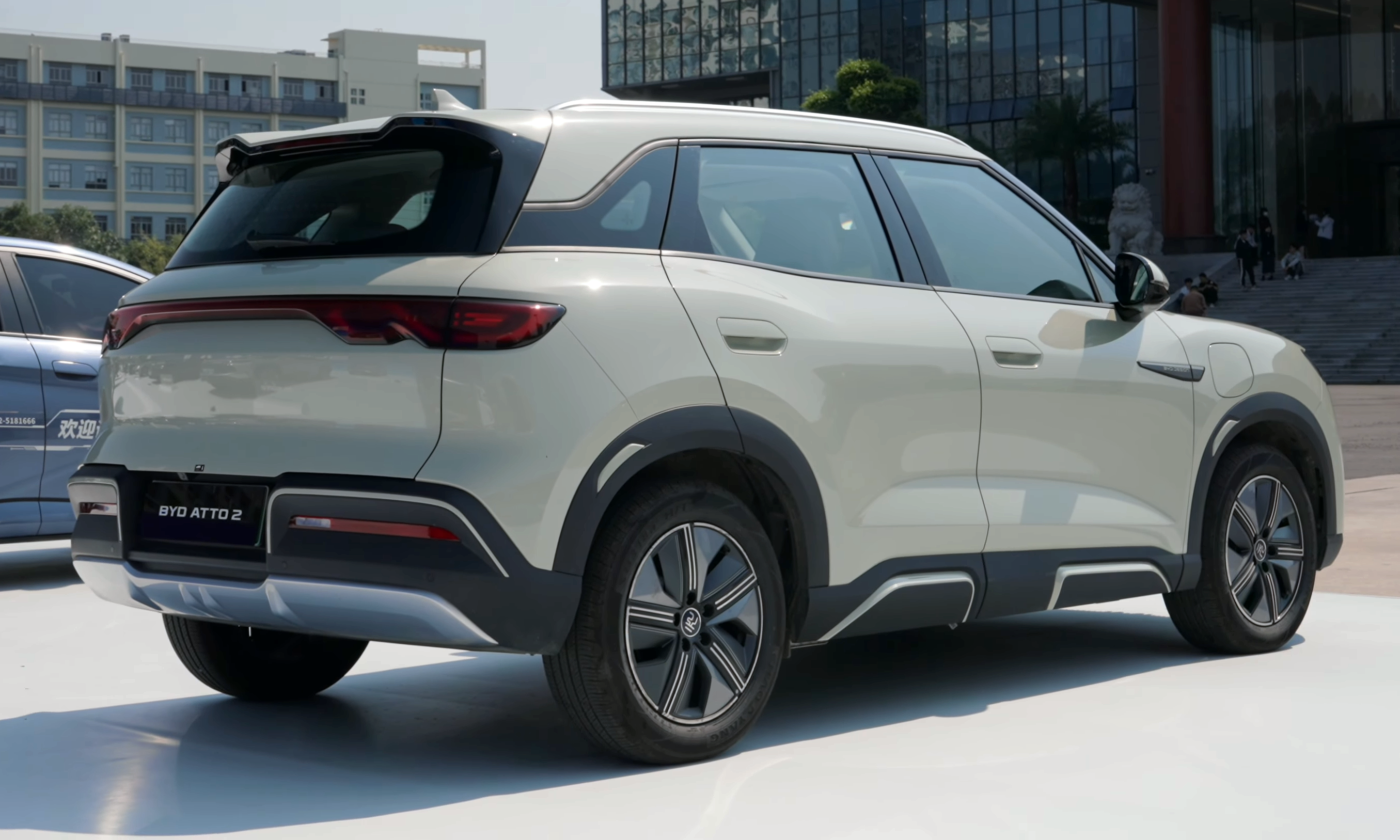
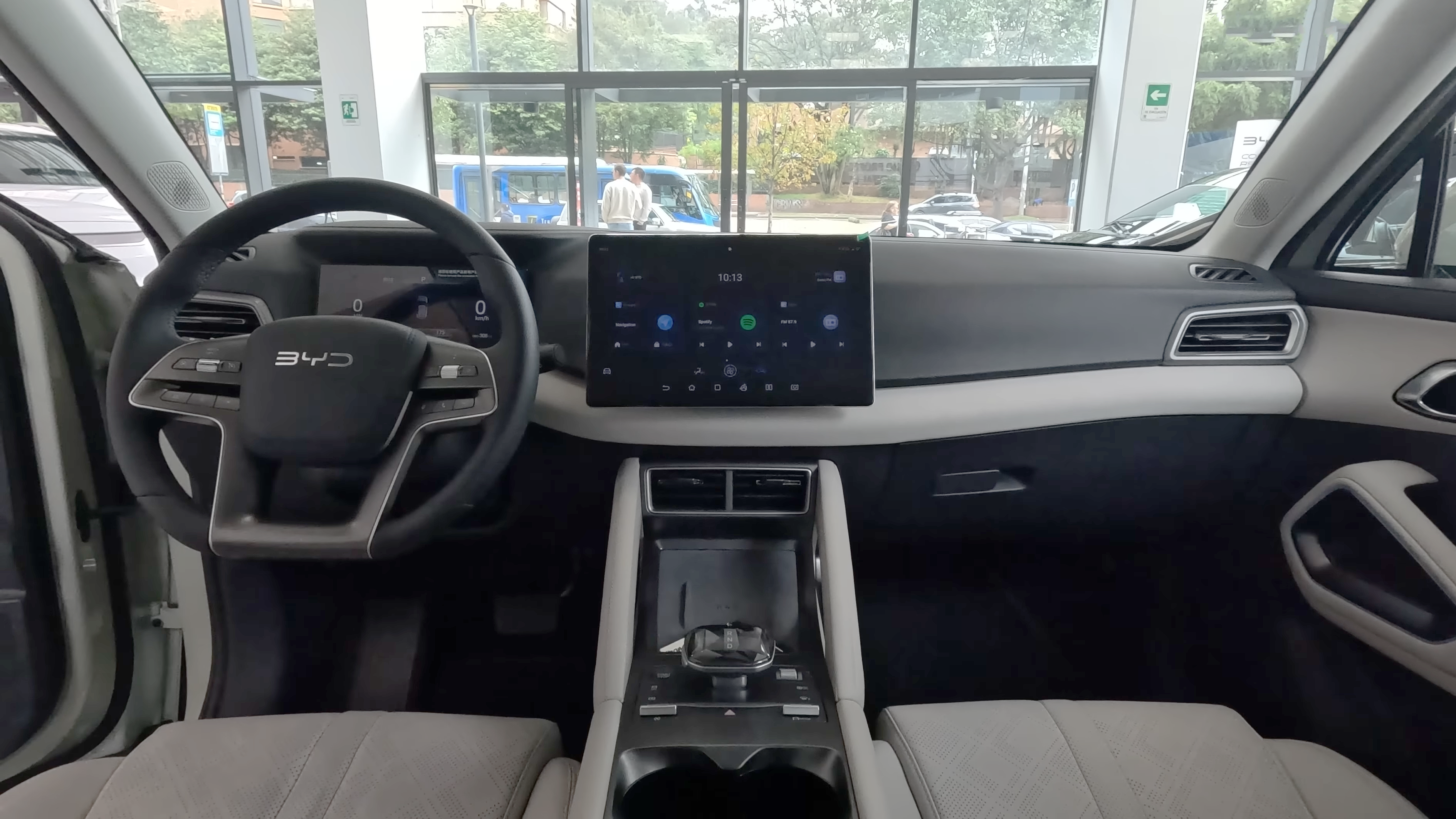
Інтер’єр